# Giglio Porto
Giglio Porto ist ein Ortsteil der Gemeinde Isola del Giglio auf der Insel Giglio in der Provinz Grosseto, Region Toskana in Italien.

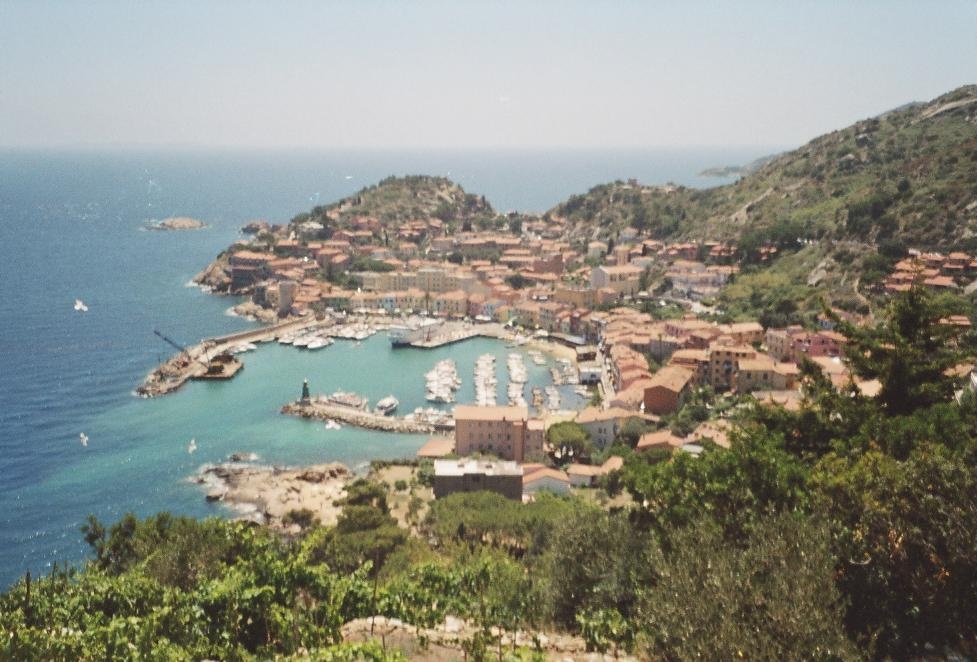
Panorama von Giglio Porto

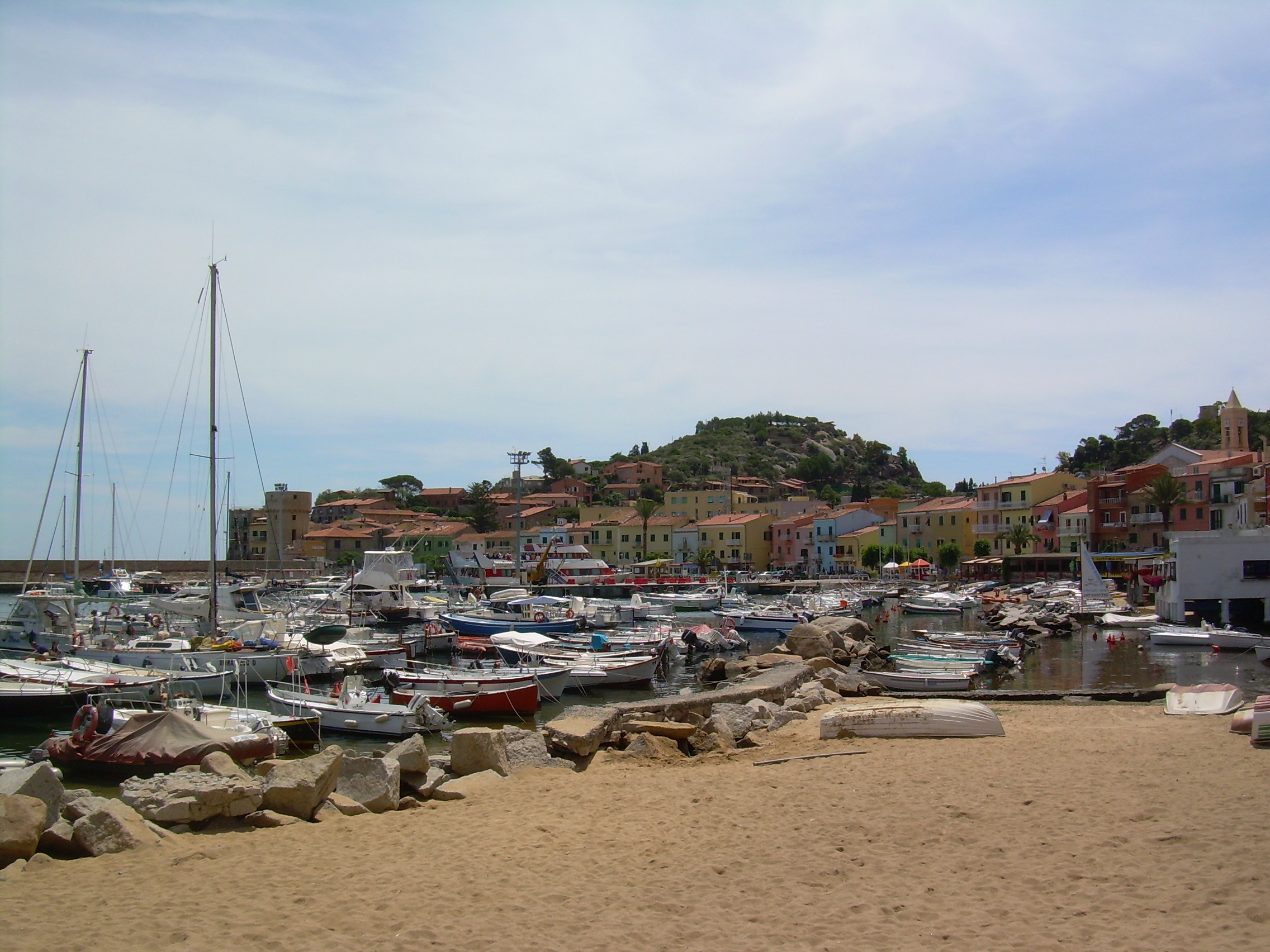
Giglio Porto mit dem Torre del Porto (links) und der Chiesa della Madonna del Giglio (rechts)

## Geografie
Der Ort liegt 47,7 km südwestlich der Provinzhauptstadt Grosseto und 160 km südwestlich der Regionalhauptstadt Florenz am östlichen Rand der Insel. Der Ort liegt bei 9 Höhenmetern und hat ca. 610 Einwohner. Er ist damit der größte Ort der Insel.

## Geschichte
Der Ort war schon zu Zeiten der Römer ein wichtiger Hafen, der mit einer langen Mole ausgestattet war. Teile dieser antiken Mole wurden 1796 verwendet, als der Architekt Alessandro Nini die heutige und kürzere Mole errichtete. Vor dem Hafen verunglückte am 13. Januar 2012 das Kreuzfahrtschiff Costa Concordia.

## Sehenswürdigkeiten

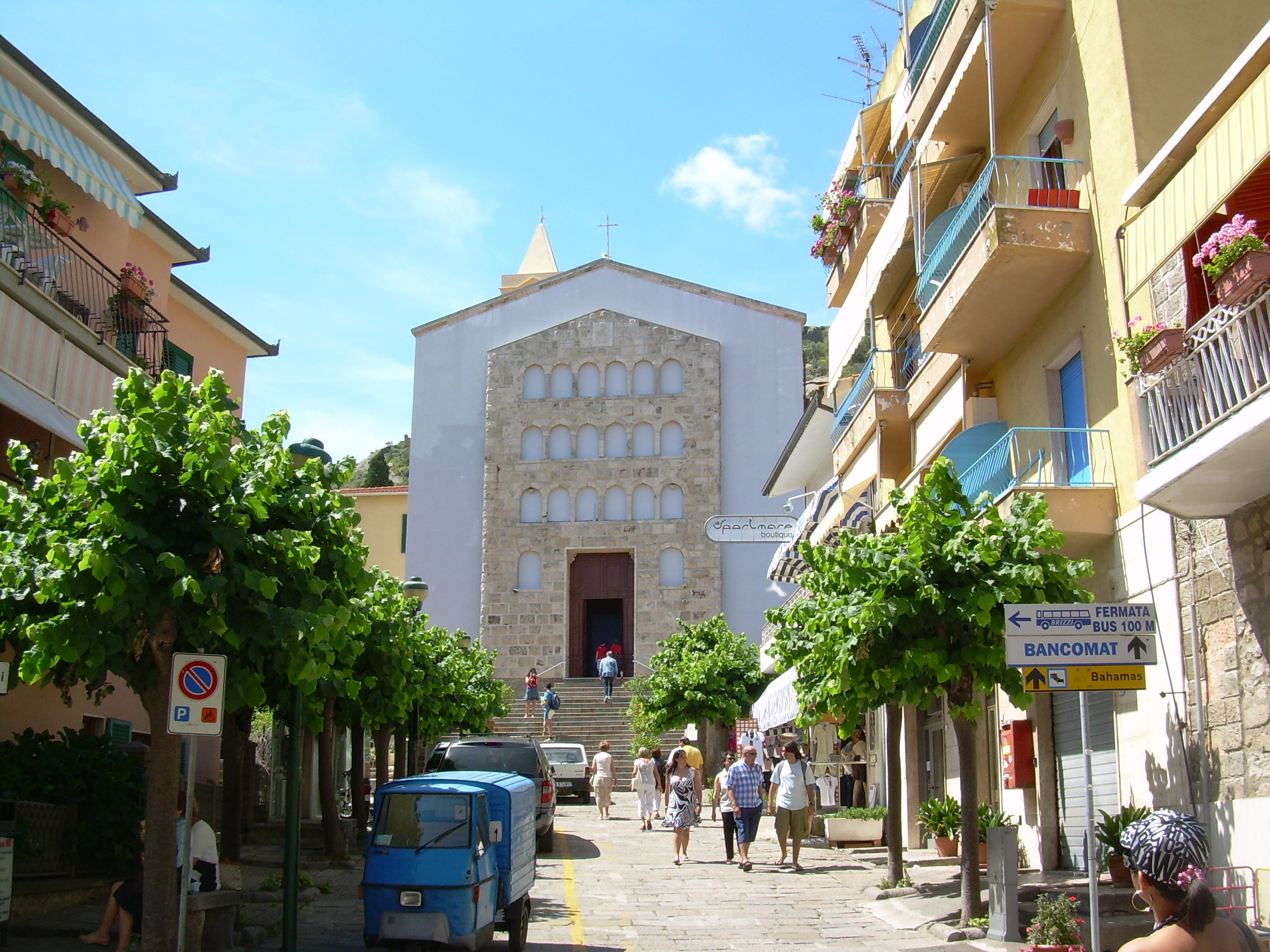
Die Chiesa dei Santi Lorenzo e Mamiliano im Ortszentrum

- Chiesa dei Santi Lorenzo e Mamiliano, Kirche im Ortskern von Giglio Porto, entworfen vom Ingenieur Ernesto Ganelli (1958).[4]
- Torre del Lazzaretto, nach 1561 entstandener Wachturm außerhalb von Giglio Porto. Namensgebend ist das 1622 entstandene anliegende Lazarett.[5]
- Torre del Porto, auch Bagno del Saraceno[1] oder Torre del Saraceno genannt, Wachturm mit unbekanntem Entstehungsdatum, der 1554 erstmals in einem Dokument von Giovan Battista Ariani schriftlich erwähnt wurde.[5]
- Villa Marittima, ehemaliges Gebäude und heutige Ruine. Entstand im 1. Jahrhundert v. Chr. und wurde von Domizi Enobarbi aus der Familie der Domitius errichtet.[1]